# Canton du Pays de Montaigne et Gurson
Le canton du Pays de Montaigne et Gurson est une circonscription électorale française située dans le département de la Dordogne, en région Nouvelle-Aquitaine.
Le bureau centralisateur se situe à Port-Sainte-Foy-et-Ponchapt.

## Histoire
Le canton du Pays de Montaigne et Gurson est une création issue de la réforme de 2014 définie par le décret du 21 février 2014. Il entre en vigueur à l'occasion des élections départementales de mars 2015.

## Géographie
Ce canton est organisé autour de Port-Sainte-Foy-et-Ponchapt dans l'arrondissement de Bergerac. Son altitude varie de 2 m (Lamothe-Montravel) à 167 m (Port-Sainte-Foy-et-Ponchapt).

## Représentation
| Période élective | Période élective | Mandat | Mandat   | Identité          | Nuance | Nuance | Qualité |
| ---------------- | ---------------- | ------ | -------- | ----------------- | ------ | ------ | --- |
| 2015             | 2021             | 2015   | 2021     | Thierry Boidé     |        | DVD    | Maire de Saint-Géraud-de-Corps depuis 2002 Président de la CC Montaigne Montravel et Gurson depuis 2013 Ancien conseiller général du canton de Villefranche-de-Lonchat (2004-2015) Membre du LMR |
| 2015             | 2021             | 2015   | 2021     | Christel Defoulny |        | DVD    | Technicienne de laboratoire, Port-Sainte-Foy-et-Ponchapt |
| 2021             | 2028             | 2021   | en cours | Christel Defoulny |        | DVD    | Conseillère sortante |
| 2021             | 2028             | 2021   | en cours | Éric Frétillère   |        | DVD    | Agriculteur, maire de Saint-Rémy, Président des irrigants de France |

### Résultats détaillés

#### Élections de mars 2015
À l'issue du premier tour des élections départementales de 2015, trois binômes sont en ballottage : Thierry Boidé et Christel Defoulny (Union de la droite, 40,66 %), Serge Fourcaud et Pascale Pénisson (PS, 28,65 %) et Simone Gateau et Jean Gratade (FN, 24,63 %). Le taux de participation est de 58,81 % (6 370 votants sur 10 832 inscrits) contre 60,04 % au niveau départemental et 50,17 % au niveau national.
Au second tour, Thierry Boidé et Christel Defoulny (Union de la droite) sont élus avec 43,44 % des suffrages exprimés et un taux de participation de 62,45 % (2 830 voix pour 6 765 votants et 10 832 inscrits).
Thierry Boidé a quitté Les Républicains.

#### Élections de juin 2021
Le premier tour des élections départementales de 2021 est marqué par un très faible taux de participation (33,26 % au niveau national). Dans le canton du Pays de Montaigne et Gurson, ce taux de participation est de 38,65 % (4 260 votants sur 11 021 inscrits) contre 40,86 % au niveau départemental. À l'issue de ce premier tour, deux binômes sont en ballottage : Christel Defoulny et Éric Frétillère (DVD, 39,03 %) et Serge Fourcaud et Célia Landreau (DVG, 23,32 %).
Le second tour des élections est marqué une nouvelle fois par une abstention massive équivalente au premier tour. Les taux de participation sont de 34,3 % au niveau national, 41,41 % dans le département et 38,73 % dans le canton du Pays de Montaigne et Gurson. Christel Defoulny et Éric Frétillère (DVD) sont élus avec 59,92 % des suffrages exprimés (2 353 voix pour 4 268 votants et 11 019 inscrits),,.

## Composition
Le canton du Pays de Montaigne et Gurson se compose de vingt communes. Par rapport aux anciens cantons, il associe uniquement des communes de l'arrondissement de Bergerac (les douze communes du canton de Vélines, et huit communes du canton de Villefranche-de-Lonchat). Le bureau centralisateur est celui de Port-Sainte-Foy-et-Ponchapt.
| Nom                                                 | Code Insee | Intercommunalité                    | Superficie (km2) | Population (dernière pop. légale) | Densité (hab./km2) | Modifier                                    |
| --------------------------------------------------- | ---------- | ----------------------------------- | ---------------- | --------------------------------- | ------------------ | ------------------------------------------- |
| Port-Sainte-Foy-et-Ponchapt (bureau centralisateur) | 24335      | CC du Pays Foyen                    | 18,32            | 2 515 (2022)                      | 137                | modifier les données · modifier les données |
| Bonneville-et-Saint-Avit-de-Fumadières              | 24048      | CC de Montaigne Montravel et Gurson | 7,04             | 302 (2022)                        | 43                 | modifier les données · modifier les données |
| Carsac-de-Gurson                                    | 24083      | CC de Montaigne Montravel et Gurson | 6,91             | 212 (2022)                        | 31                 | modifier les données · modifier les données |
| Fougueyrolles                                       | 24189      | CC de Montaigne Montravel et Gurson | 11,45            | 454 (2022)                        | 40                 | modifier les données · modifier les données |
| Lamothe-Montravel                                   | 24226      | CC de Montaigne Montravel et Gurson | 11,63            | 1 430 (2022)                      | 123                | modifier les données · modifier les données |
| Minzac                                              | 24272      | CC de Montaigne Montravel et Gurson | 15,91            | 495 (2022)                        | 31                 | modifier les données · modifier les données |
| Montazeau                                           | 24288      | CC de Montaigne Montravel et Gurson | 13,78            | 280 (2022)                        | 20                 | modifier les données · modifier les données |
| Montcaret                                           | 24289      | CC de Montaigne Montravel et Gurson | 17,07            | 1 405 (2022)                      | 82                 | modifier les données · modifier les données |
| Montpeyroux                                         | 24292      | CC de Montaigne Montravel et Gurson | 23,37            | 502 (2022)                        | 21                 | modifier les données · modifier les données |
| Nastringues                                         | 24306      | CC de Montaigne Montravel et Gurson | 6,22             | 135 (2022)                        | 22                 | modifier les données · modifier les données |
| Saint-Antoine-de-Breuilh                            | 24370      | CC de Montaigne Montravel et Gurson | 17,82            | 1 784 (2022)                      | 100                | modifier les données · modifier les données |
| Saint-Géraud-de-Corps                               | 24415      | CC de Montaigne Montravel et Gurson | 14,95            | 207 (2022)                        | 14                 | modifier les données · modifier les données |
| Saint-Martin-de-Gurson                              | 24454      | CC de Montaigne Montravel et Gurson | 24,58            | 637 (2022)                        | 26                 | modifier les données · modifier les données |
| Saint-Méard-de-Gurçon                               | 24461      | CC de Montaigne Montravel et Gurson | 28,38            | 801 (2022)                        | 28                 | modifier les données · modifier les données |
| Saint-Michel-de-Montaigne                           | 24466      | CC Castillon-Pujols                 | 9,10             | 323 (2022)                        | 35                 | modifier les données · modifier les données |
| Saint-Rémy                                          | 24494      | CC de Montaigne Montravel et Gurson | 22,26            | 502 (2022)                        | 23                 | modifier les données · modifier les données |
| Saint-Seurin-de-Prats                               | 24501      | CC de Montaigne Montravel et Gurson | 5,56             | 461 (2022)                        | 83                 | modifier les données · modifier les données |
| Saint-Vivien                                        | 24514      | CC de Montaigne Montravel et Gurson | 8,53             | 238 (2022)                        | 28                 | modifier les données · modifier les données |
| Vélines                                             | 24568      | CC de Montaigne Montravel et Gurson | 10,47            | 1 058 (2022)                      | 101                | modifier les données · modifier les données |
| Villefranche-de-Lonchat                             | 24584      | CC de Montaigne Montravel et Gurson | 14,98            | 956 (2022)                        | 64                 | modifier les données · modifier les données |
| Canton du Pays de Montaigne et Gurson               | 2411       |                                     | 288,33           | 14 697 (2022)                     | 51                 | modifier les données                        |

## Démographie
En 2022, le canton comptait 14 697 habitants, en évolution de −1,14 % par rapport à 2016 (Dordogne : +0,37 %, France hors Mayotte : +2,11 %).
| 2013   | 2018   | 2022   |
| ------ | ------ | ------ |
| 14 701 | 14 839 | 14 697 |